# フィリップ・エドゥアール・フーコー
フィリップ・エドゥアール・フーコー（Philippe Édouard Foucaux、1811年9月15日 - 1894年5月20日）はフランスのチベット学者。フランス語で最初のチベット語文法書を出版し、西洋で最初のチベット学教授に就任した。

## 略歴
フーコーはアンジェの商人の家庭に生まれた。1838年、27歳のときにパリに出てウジェーヌ・ビュルヌフにインド学を学んだ。ケーレシ・チョマ・シャーンドルの業績を知ってチベット語を2年間独学で修得した後、東洋言語学校でチベット語を教えた。1842年1月31日に就任講演を行った。教授のための財政的支援が1847年に打ち切られた後も、無給で学生を教えた。
第二帝政時代の1857年にコレージュ・ド・フランスのサンスクリット教授に就任し、没するまでその職にあった。
フーコーは51歳のときに作家のルイーズ・シャルロット・フィロン（ペンネームはメアリー・サマー）と結婚した。ルイーズも仏教学者としての著書がある。フーコーはフランス民族誌学会の会員だった。
フーコーはチベット語をチョマの本から独習しただけで、チベット語を話すことはできず、チベットの文化については何も知らなかった。

## 主な著書
- Grammaire de la langue tibétaine. Paris: L'imprimerie impériale. (1858)（チベット語文法）
- Le trésor des belles paroles, choix de sentences composées en tibétain; suivies d'une élégie tirée du Kanjour. Paris: B. Duprat. (1858)（サキャ・パンディタ『善説宝蔵』の翻訳）
- Histoire du Bouddha Sakya Mouni. Paris: Duprat. (1860)（方広大荘厳経のチベット語からの翻訳）
  - 邦訳：溝口史郎 訳『ブッダの境涯』東方出版、1996年。